# アナトリー・カルポフ
アナトリー・エフゲーニエヴィチ・カルポフ（アナトーリー・イェフゲーニエヴィチ・カールポフ、ロシア語: Анато́лий Евге́ньевич Ка́рпов、ラテン文字表記の例：Anatoly Yevgenyevich Karpov、1951年5月23日 - ）は、ソビエト連邦生まれのチェスの世界チャンピオン（1975年 - 1985年、1993年 - 1999年）。
ズラトウースト出身。18歳のときにストックホルムで開催された世界ジュニアチェス選手権で優勝し、10人目のジュニア世界チャンピオンとなる。1970年グランドマスターの称号を得る。
1975年、当時の世界チャンピオン、ボビー・フィッシャーへの挑戦権を得るが、フィッシャーの棄権により不戦勝でタイトル獲得。1978年、ヴィクトール・コルチノイの挑戦を受ける。コルチノイはその2年前にソ連から西側へ亡命しており、このマッチは「ソ連の体制対裏切り者」という構図でとらえられた。マッチは「先に6勝、局数無制限」という条件で行なわれ、カルポフは第27局を勝って5勝2敗と大きくリードする。しかしコルチノイは続く4局を3勝1分と急追し、両者後のない5勝5敗のタイで第32局を迎えた。極度の緊張下で行なわれたこのゲームにカルポフは快勝、きわどく初防衛を果たした。続く1981年にもコルチノイの連続挑戦を受けたが、今度は6勝2敗（10引き分け）と危なげなく防衛に成功した。
1984年にはガルリ・カスパロフの挑戦を受け、途中まで5勝0敗と圧倒したが、やはり局数無制限の条件であったためにマッチが非常に長期化し、48局（カルポフの5勝3敗）の時点で中断、無勝負となる。翌1985年の再戦は伝統的な24局マッチで行なわれ、逆にカスパロフが5勝3敗15分で勝利した。カルポフはさらに1986年のリターンマッチ、1987年、1990年の挑戦マッチをカスパロフと戦った。勝利こそできなかったがいずれのマッチも1点差以内の僅差であり、内容から見ても棋史に残る名勝負である。特に1987年のマッチは24局すべてが同点か1点差で戦われたという競り合いで、カルポフが第23局を勝って1点リードしたが、最終第24局を敗れてカスパロフに引き分け防衛を許した。
1993年、カスパロフは挑戦者ナイジェル・ショートとともにプロチェス協会を設立し、独自に防衛マッチを行なったため、国際チェス連盟（FIDE）からタイトルを剥奪された。そしてカルポフがヤン・ティマンとのマッチを経てFIDEチャンピオンに復位した。カルポフはその後、1996年にはゲイタ・カムスキー、1998年にはヴィスワナータン・アーナンドを相手にタイトルを防衛したが、翌1999年の世界選手権制度変更に抗議して王座を返上した。